# لیبناو، هسن
شهر لیبناو، هسن (به آلمانی: Liebenau, Hesse) در ایالت هسن در کشور آلمان واقع شده‌است.